# جوانیتو (بازیکن فوتبال، زاده ۱۹۸۵)
جوانیتو (اسپانیایی: Juanito‎؛ زادهٔ ۲۰ مهٔ ۱۹۸۵) بازیکن فوتبال اهل آرژانتین است.

## باشگاهی
از باشگاه‌هایی که در آن بازی کرده‌است می‌توان به باشگاه فوتبال هلاس ورونا و باشگاه فوتبال تریستیانا اشاره کرد.